# Gevlekte eend
De gevlekte eend (Anas fulvigula) is een vogel uit de familie Anatidae. De wetenschappelijke naam van de soort is voor het eerst geldig gepubliceerd in 1874 door Ridgway.

## Voorkomen
De soort komt  voor in het midden-zuiden en het zuidoosten van Noord-Amerika en telt twee ondersoorten:
- A. f. fulvigula: Florida.
- A. f. maculosa: de zuidelijk-centrale Verenigde Staten en noordoostelijk Mexico.

## Beschermingsstatus
Op de Rode Lijst van de IUCN heeft de soort de status niet bedreigd.